# Myiophobus fasciatus
Myiophobus fasciatus là một loài chim trong họ Tyrannidae.